# 宇恵和昭
宇恵 和昭（うえ かずあき、1954年4月22日 - ）は、日本のCMディレクター、映像監督。北海道旭川市出身。

## 人物
小学生から野球少年であり、ポジションはキャッチャーであった。中学2年の夏、『卒業』で初めて洋画を見る。高校では野球を断念し、当時ブームだったフォークソング・深夜放送などに夢中になる。大学では社会学を学ぶ傍ら、宣伝会議主催のコピーライター養成講座に通う。
1977年、東洋シネマ入社。プロダクションマネージャーを経験。その後、企画演出部へ転属。1985年、東洋シネマを退社し、フリーランスとなる。1991年、宇恵事務所設立。
ACC賞など多数受賞。J-PHONE「写メール」シリーズ、マックスファクター「ななこなでしこ」シリーズ、江崎グリコ「キスミント」シリーズなど、ヒットCMを数多く生み出す。
2010年4月 『ダーリンは外国人』（主演：井上真央）で映画監督デビューを果たす。

## CM

### 1985年 - 2003年
- パイオニア（中森明菜出演）
- アサヒビール	「おつまみ」1986年度キャンペーン
- PARCO 企業広告（グレコリー・ハインズ出演）
- コニカ カラーフィルム「再会」「花嫁の父」
- EDWIN 「SOMETHING」
- キリンビール 一番搾り「1990年度キャンペーン」
- マンダム 「ドラキュラ」
- 森永製菓 フェス「新登場」（江角マキコ出演）
- デビアス シンプルダイヤモンド「待ち合わせ」
- マックスファクター 企業広告「ななこなでしこ」「同窓会」他（松嶋菜々子出演）
- J-PHONE 「写メール」シリーズ（Dragon Ash、奥田民生、THE HIGH-LOWS、クレイジーケンバンド出演）
- 住友生命保険 LIVE ONEシリーズ（松嶋菜々子出演）
- 江崎グリコ 「ウォータリングキスミント」（高橋マリ子、太田莉菜、杏出演）

### 2004年 - 2009年
- ボーダフォン日本法人 「音楽ケータイ・着うた」（山田優出演）
- アサヒビール 企業広告「頑張れ日本」
- カネボウ化粧品 suisai
- 資生堂 マシェリ（鈴木えみ出演）
- ニッカウヰスキー オールモルト「女房酔わせて…」（石田ゆり子出演）
- 江崎グリコ BREO「あっかんべー」
- 任天堂 もっと脳を鍛える大人のDSトレーニング「脳年齢」（松嶋菜々子出演）
- 家庭教師のトライ モノローグ
- マックスファクター 「デュアルエフェクト」（綾瀬はるか出演）
- 資生堂 アクアレーベル「肌トレ」「シミ0」（大竹しのぶ、宮沢りえ出演）
- 白鶴酒造 上撰・白鶴「同窓会篇」
- エーザイ チョコラBBローヤル2「小さな葛藤」（井上真央出演）
- コーセー 雪肌精 「雪肌精と生きる」（松嶋菜々子出演）
- キリンビール 氷結ZERO「氷結ZERO登場」（深田恭子出演）
- アサヒ飲料 三ツ矢サイダー「キャッチボール」（東山紀之出演）
- 任天堂 Wii Fit Plus（松嶋菜々子出演）

## ミュージック・ビデオ
- 槙原敬之「君の名前を呼んだ後に」
- 小田和正「こころ」

## 映画
- 『ダーリンは外国人』（2010年4月10日、東宝、主演：井上真央）監督